# Јелена Благојевић
Јелена Благојевић (Олово, 1. децембар 1988) српска је одбојкашица, некадашња репрезентативка Србије. Игра на позицији примача сервиса и либера. Висока је 181 cm, тешка 68 kg.

## Спортска каријера
Прве одбојкашке кораке направила је у Јединству из Брчког, а затим је 2001. прешла у Младост из Земуна, а када се ова екипа фузионисала са Визуром постала је члан новог клуба. За Црвену звезду игра од 2007. са којом је освојила два првенства и два купа Србије. У Италији је играла за Урбино и Волеј Бергамо да би прешла у турски тим Трабзон Идманогаџи у сезони 2015/16. са којим је стигла до финала Купа изазивача где је проглашена за најкориснијег играча. У сезони 2016/17. играла је за пољски тим Хемик Полице са којим је освојила првенство и куп Пољске. Тренутно игра за Решов, такође у Пољској.
За репрезентацију Србије дебитовала је 2012, а пре тога играла је одбојку на песку. Са репрезентацијом је освојила бронзану медаљу у Европској лиги и била је члан тима на Олимпијским играма у Лондону. Године 2017. игра на позицији либера у репрезентацији са којом је освојила бронзу у Гран прију и злато на Европском првенству.
На Олимпијским играма у Токију 2020, освојила је бронзану медаљу, а Србија је победила Јужну Кореју у борби за бронзу. На Европском првенству 2021. године чија је завршница одржана у Београду, освојила је сребрну медаљу. Након овог првенства је најавила да се опрашта од дреса са државним грбом.